# 銃姬
《銃姬》是日本輕小說家高殿円在MF文庫J發表的第2套輕小說，插畫為榎波克己。全11卷，台灣中文版由尖端出版發行，出版了五集後被收回版權未能繼續出版。曾經榮登2005年「這本輕小說真厲害！」排行。且在日本AMAZON網路書店對於此系列每本都有四到五顆星的高評價。作品同時有出版漫畫版，雖然使用同樣的世界觀，但是故事主軸和輕小說版不同，講訴著過去的故事。

## 世界觀
人類原本會使用魔法，但是卻拿魔法來互相殘殺，傳說因為人類的愚行觸怒了神，所以神對人下了詛咒，使得人類無法使用魔法，但是人們卻發現魔法其實還是存在，於是發明了把魔法灌入子彈用槍擊發的方法，因而再度得到了使用魔法的能力。

## 故事概要
為了尋回被偷走的魔法槍銃姬，少年魔槍手薛德立和姊姊及少女魔槍手安普洛西雅一起踏上了旅程。

## 登場人物

### 主要角色
薛德立
門卡那林聖教國的魔槍手，故事開始時14歳，出自傳說是繼承大魔法師血統的亞利魯夏家，可是其家族卻被滅族，只有他被留下來，在一間門卡那林聖教的修道院被養大，愛珥文和修道院的主教告訴他們家是被經過的強盜殺害的，但奧立凡特卻告訴他這都是謊言，其實亞利魯夏一族是被門卡那林滅族的，知道真相後的薛德立魔力失控毀掉了拯個城市，現在接受門卡那林聖教的派遣前往追捕偷走銃姬的奧立凡特。
安普洛西雅
和薛德立一起追捕奧立凡特的魔槍手少女，全名安普洛西雅．德米．加里安魯德．艾德娜．伊萊沙．安普洛憂，真實身分是鐵璧國加里安魯德的公主，為了向斯拉法特報滅國之仇和復興祖國而尋找銃姬，胸口有個被斯拉法特的龍王用魔法燒傷的疤痕，喜歡薛德立。
愛珥文
薛德立的姊姊，門卡那林聖教的修女，非常照顧薛德利，喜歡唱聖歌，可是卻是個破滅級的音癡，好像隱瞞了某種秘密。
奧立凡特
擁有「奇美拉的奧立凡特」這個異名的魔槍手，善於藉由使用不同屬性魔法的組合來戰鬥，在偷走了傳說中的魔法槍銃姬之前就已經犯下了不少罪而被通緝，身邊帶著一隻叫做葛拉熙斯的鸚鵡。

### 曉帝國
巴魯巴利亞．尼歐
薛得立遇見的魔法子彈販售商，是個非常健壯的男子（單身），知道許多魔法的知識，幫了薛德立許多忙。來自曉帝國為了尋找適合的妻子而到了月海王國，對伴侶的條件是魔法屬性要和他一樣是火屬性的，好像和基斯有過節。真實身分是曉帝國當今女王的親兄長，被稱作「髑髏王」率領著曉帝國火軍團的大將。但卻使用部下黑古明斯塔的姓氏當假名四處遊蕩，後來被黑古明斯塔本人抓回曉帝國。
黑古明斯塔
曉帝國236火兵師團的火將長，是個強悍的女性，雖然是巴魯巴利亞．尼歐的部下，但是卻把他直接拖回曉帝國。

### 月海王國
狄摩西．帕西斯
在霜降山脈出現向薛德立挑戰決鬥的魔槍手少年。
雖然看起來是養尊處優的富家少爺，而且實際上也是有錢資本家的孩子，但卻是抱著想成為戰場上的英雄的理想，不想因為父親的影響來逃離軍役，並且不斷鍛鍊自己的戰技，有著排行759的三位數高等級，雖然等級比薛德立低但在決鬥中的熟練度比薛德立純熟。
查理．番茄醬
服侍帕西斯家的管家，戴著一個單邊眼鏡。

### 斯拉法特
基斯．巴西里斯
擁有「赤色的鬃毛」這個異名的魔槍手，是飛翔國斯拉法特軍將校，第十六魔槍手團的團長。因為積極的找人決鬥而得到這個稱呼，善於使用火屬性的魔法，原本是等級排名472的高級魔槍手，但卻因為在決鬥中被魔力覺醒的薛德立打倒而失去等級。戴著銀框眼鏡，因為作者的興趣，基斯和其兄長約翰及小弟布魯托都被加上了眼鏡的設定。
布魯托．巴西里斯
基斯的雙胞胎弟弟，是飛翔國斯拉法特軍情報局的少尉，雖然是基斯的弟弟但卻不會使用魔法，可是卻有聰明的發明頭腦，研發出包括魔力指針在內的各種發明。戴著圓框眼鏡。

## 重要用語
銃姬
古老年代的遺物之一，傳說中的魔法槍，擁有強大的力量，可以使一個「詞」從世界上消失，也就是使詞所代表的事物消失，會使個人、民族、國家滅亡的危險兵器。故事開始時，銃姬原本是收藏在門卡那林聖教的總本山滿月都市，但卻被通緝中的魔槍手奧立凡特偷走。
魔槍手
使用魔法槍來發動魔法的人，根據門卡那林的教義，因為人類濫用魔法引發了「破曉前夕」大戰，使得神發怒奪走人類使用魔法的能力，直到發展出利用魔法槍來發動魔法的方式，因而有了魔槍手的存在。
魔槍手為了操控體內的魔力，因此精神的狀態都保持在開放態，所以受魔法絕緣體「鉛」的影響比一般人大。
魔法
藉由魔法式來決定魔法的效果，而魔法式是由古代語組成的，由魔槍手詠唱魔法式來捕捉空氣中的魔法元素加上自己體內的魔力來注入用銀作成的子彈，而製作魔法彈被稱作「封咒」，封咒時會伴隨著發光的現象，經由魔法槍發射子彈給予的高壓和高溫使魔法發動。
魔法分成風、土、水、火、光、闇六種屬性，組成魔法式用的古代語和屬性的適切性可以決定魔法發動後的效果，不過封咒者體內的魔力也有影響，所有人都有魔力，可是在「破曉前夕」大戰之後，人們只要產下後代，孩子從父母那裡繼承的魔力就只各自繼承一半，所以要是父母的屬性不同，各屬性遺傳的魔力也就只有一半，就會使得魔力的使用變弱，為了使魔力的血統保持純度，人們就在世界各地建立了「血統精製所」，由屬性相同的男女產下後代，藉著操控血統的方式來製造魔力強大的後裔，要是血統達到高純度的人，就會被稱作「精靈王」。
封咒時要用手拿住空子彈，而且封咒的地點需要有適合的精靈存在，也就是假如要製作風的子彈時要在有風吹拂的地方，而水要在水邊，之所以要用手拿住子彈，是因為手是人體中最容易集中魔力的地方，一般而言魔槍手都是自己封咒，不過因為每個魔槍手都有擅長和不擅長的「屬性」，雖然不擅長的屬性也能封咒，可是無法製造出高等級的子彈，所以魔槍手之間也會互相交換子彈，因此也有子彈商的職業，不過魔槍手一般而言並不會把自己最好的魔法子彈交易出去，因為怕會被破解其魔法式，部分高階的魔槍手在戰鬥中也能同時封咒。
魔法和金屬是相反的存在，可是在一般的戰鬥中普通的鉛彈發射都會被魔法障壁下來，所以雖然在已經進入金屬科技發展的年代(作品中稱作月之時代)，魔法還是各國使用的重要戰力。
等級
魔槍手之間用來決定排名的數字，等級越高的數字越少。決定等級的是「決鬥」，要是等級低的魔槍手把等級較高的在決鬥中打倒就能使自己的等級變高，等級低的魔槍手搶奪等級，而等級高的魔槍手則防衛自己的等級。
等級的證明是刻有該等級及等級所有者姓名的銀牌，上面的名字是由掌管決鬥的精靈控制，人力無法變更。同時所有有等級的魔槍手的名字也會被刻在全世界的「等級塔」上，因此全世界的魔槍手都能得知有等級者的姓名及等級，要是有魔槍手在決鬥中得到了高為者的等級就稱作「吃掉等級」。
決鬥
魔槍手之間為了決定等級而發生的私鬥。由等級低的魔槍手向對方「挑戰」開始，挑戰的一方向地面發射一發空包彈，同時詠唱決鬥用的魔法式，地上會出現掌管決鬥的大地精靈的魔法陣，在其中的決鬥兩方在決鬥結束前，也就是任何一方勝出前都無法離開魔法陣的範圍。只要一方宣布認輸並向空中發射另一發空包彈，決鬥才會結束，或者是其中一方死亡，但是要是在決鬥兩方都同意的情況下，一邊說出同意終止決鬥的宣言，並同時朝空中射出空包彈的話，決鬥就會在不分勝負的情況下終止。
銀
唯一和魔法有親和性的金屬，所以用來製造魔法彈。作品中提到的「聖人之骨」指的就是生時有大成就的人，其死亡後的骨頭會變成純銀。
鉛
和銀的性質相反，是和魔法完全不相容的金屬。對人體會造成影響，而魔槍手為了使用魔力，精神體平常都比一般人還開放，所以對鉛也就更為忌諱，接觸到鉛後身心會失調，純鉛甚至會人死亡。不過有些魔力強的魔槍手會在身上帶著由鉛和銀混合的合金「貴鉛」來壓制身上的魔力以避免魔力暴走失控，鉛含量較高的貴鉛會被用來製作關押魔槍手犯人的道具。
古代語
構成魔法式用的語言，在魔法式中使用的古代語越有力，對魔法的效率就愈好，要是魔法式太長就會造成魔法發動所需的時間愈長，所以對古代語的知識愈多對魔槍手也就更有利。為了尋找強力的古代語，魔槍手會去古老的遺跡尋找強力的古代語。
破曉前夕的大戰
數百年前發生的大戰，使得世界進入了火海。戰爭結束後，人類漸漸失去使用魔法的能力，文化水準也降低了。

## 出版書籍
| 冊數 | MF文庫J                         | MF文庫J        | MF文庫J            | 尖端出版                 | 尖端出版       | 尖端出版           |
| 冊數 | 標題                            | 發售日期       | ISBN               | 標題                     | 發售日期       | ISBN               |
| ---- | ------------------------------- | -------------- | ------------------ | ------------------------ | -------------- | ------------------ |
| 1    | Gun Princess The Majesty        | 2004年4月24日  | ISBN 9784840110709 | Gun Princess The Majesty | 2007年6月15日  | ISBN 9789571035963 |
| 2    | The Lead In My Heart            | 2004年7月24日  | ISBN 9784840111263 | The Lead In My Heart     | 2007年8月04日  | ISBN 9789571036557 |
| 3    | Two and is One                  | 2004年12月25日 | ISBN 9784840112000 | Two and is One           | 2008年1月10日  | ISBN 9789571037370 |
| 4    | Nothing or All Return           | 2005年5月25日  | ISBN 9784840112628 | Nothing or All Return    | 2008年8月13日  | ISBN 9789571038797 |
| 5    | The Soldier’s Sabbath           | 2005年9月22日  | ISBN 9784840114158 | The Soldier’s Sabbath    | 2010年10月28日 | ISBN 9789571043678 |
| 6    | The Lady Canary                 | 2006年1月25日  | ISBN 9784840114851 |                          |                |                    |
| 7    | No more Rain                    | 2006年6月23日  | ISBN 9784840115568 |                          |                |                    |
| 8    | No Other Way to Live            | 2006年11月24日 | ISBN 9784840117432 |                          |                |                    |
| 9    | It is Not to be "Now"           | 2008年3月25日  | ISBN 9784840121439 |                          |                |                    |
| 10   | Little Recurring circle         | 2009年12月25日 | ISBN 9784840131315 |                          |                |                    |
| 11   | The strongest word in the world | 2009年12月25日 | ISBN 9784840131322 |                          |                |                    |

## 外部連結
- 月刊少年シリウス・作品紹介（日語）
- Gun Princess（英文）